# 경일여객 (경기)
경일여객(京一旅客)은 충청북도에 연고지를 두고 있는 경기도의 시외버스 회사이다. 본사는 충청북도 진천군 진천읍 벽암리 진천시외버스터미널에 위치해 있고, 주사무소 등록은 경기도 안성시 죽산면 죽산터미널로 되어 있다.

## 회사 역사와 특기사항
1965년 3월 17일 창업하여 주로 수원시, 안성시, 용인시, 진천군 지역을 중심으로 시외버스를 운행하다가 충일관광여행사에 인수되어 주사무소 및 차고지를 충청북도 진천군으로 이전하였다. 2000년 회사 사정상 충일고속의 노선버스 사업을 정리하여 노선, 버스, 인력 등을 서울고속에 매각하였으며, (새서울고속) 청주시내버스 사업을 충북리무진 (당시 충북교통)에 매각하여 우진교통을 출범시킬 때에도 진천군 중심의 노선을 운행하던 경일여객은 매각되지 않고 지금까지 이어져 오고 있다. 1999년까지 경기도 시외버스와 함께 용인시 면허의 시내버스 노선 일부를 운영한 이력도 있으나 이 때 경남여객에 매각하였다.
충청북도 진천군에 본사 및 차고가 소재하여 있으나 경기도 용인시와 안성시 면허로 등록되어 있으며, 경기도 소속의 시외버스로 운영한다. 또한 경기도 면허로써 교통카드 단말기가 설치되어 이용이 가능하다. 2005년 이후 일부 차량은 충청북도 진천군에 등록되었으나 해당 차량의 노후화에 따른 경기도 면허 전환 대폐차로 현재는 충청북도 면허로 운행하는 차량은 없다.
2008년 7월 31일 충청북도 청주시 청원구 반송말에 위치한 충일관광여행사를 합병하였으며, 현재 진천여객과 음성교통을 계열사로 소유하고 있다.
남서울 - 진천 노선은 일부 시간대에 죽전을 경유한다.

## 운행 차량
기아
- 뉴 그랜버드 그린필드

현대자동차
- 유니버스 스페이스 럭셔리
- 뉴 프리미엄 유니버스 럭셔리
- 뉴 프리미엄 유니버스 프라임

## 현황
2019년 1월 기준이다.
| 운행업체 | 보유 노선수 | 보유 노선수 | 보유 노선수 | 등록 대수 | 등록 대수 | 등록 대수 | 등록 대수 |
| -------- | ----------- | ----------- | ----------- | --------- | --------- | --------- | --------- |
| 운행업체 | 노선 합계   | 시외버스    | 고속버스    | 대수 합계 | 시외버스  | 고속버스  |           |
| 경일여객 | 21          | 21          | -           | 57        | 57        | -         |           |

## 운행 노선

### 남서울발 노선
지정좌석제 운영으로 교통카드 사용이 불가능하다.
- 남서울 - 감곡 - 제천 - 사북 - 고한[3]
- R1333번: 남서울 - 죽전 - 대소 - 충북혁신도시 - 진천
- R1376번: 남서울 - 대소 - 무극 - 음성 (코리아와이드대성과 공동운행)
- R1329번: 남서울 - 양지 - 좌전 - 백암 - 죽산 - 두원공과대학교 - 광혜원 - 이월 - 진천
- 남서울 - 우석대학교 진천캠퍼스

### 진천발 노선
- R9337번: 진천 - 이월 - 광혜원 - 두원공과대학교 - 죽산 - 우만동 - 수원 - 서수원 - 안산 - 인천 (친선고속, 삼흥고속과 공동운행)
- R8374번: 진천 - 이월 - 광혜원 - 두원공과대학교 - 죽산 - 백암 - 안양역 - 부천 - 고양(화정)
- R8381번: 진천 - 이월 - 광혜원 - 두원공과대학교 - 죽산 - 백암 - 성남
- R8393번: 진천 - 이월 - 광혜원 - 두원공과대학교 - 죽산 - 백암 - 안양역 - 부천
- R1334번: 진천 - 이월 - 광혜원 - 두원공과대학교 - 죽산 - 동서울[4]
- R1326번: 진천 - 덕산 - 충북혁신도시 - 대소 - 동서울[5]
- 진천 - 사석 - 문백 - 북청주 - 청주 (1일 1회 운행)

### 기타 노선
- ● R8427번: 평택 - 평택대학교 - 발안 - 상록수역 - 안산 (이 노선은 태화상운에서 양도받은 노선이다.)

## 본점 및 지점 현황
- 본점: 경기도 안성시 죽산면 죽주로 290
- 진천지점: 충청북도 진천군 진천읍 중앙북1길 3
- 광혜원지점: 충청북도 진천군 광혜원면 진광로 1563